# 斯蒂芬·马瑟
斯蒂芬·廷·马瑟（Stephen Tyng Mather，1867年7月4日—1930年1月22日） 是一名美国实业家和环保主义者。他是一家硼砂开采公司（Thorkildsen-Mather Borax Company）的老板、百万富翁，还推动建立了国家公园管理局，并担任首任局长。

## 生平
他于1867年7月4日出生于旧金山，名字来自纽约圣公会牧师斯蒂芬·廷（Stephen H. Tyng），后者是他父母他约瑟夫·W·马瑟（Joseph W. Mather）和伯莎·杰迈玛·沃克（Bertha Jemima Walker）的偶像。马瑟曾就读于在旧金山男子高中（现Lowell High School ）、加利福尼亞大學柏克萊分校，1887年大学毕业。
到1893年为止，马瑟是《紐約太陽報》的记者，期间结识罗伯特·斯特林·亚德。1893年，马瑟与新泽西州伊丽莎白的简·萨克·弗洛伊（Jane Thacker Floy）结婚，亚德担任他的伴郎，两人育有一女。
马瑟后进入太平洋沿岸硼砂公司（Pacific Coast Borax Company）纽约总部工作，他的父亲是该公司的行政人员。1894年，他和妻子搬到芝加哥，为公司建立了一个配送中心，并发明出风靡美国的广告“20 Mule Team Borax”。
1898年，他帮助朋友托马斯· 索基尔森（Thomas Thorkildsen）创办了一家硼砂公司。1903年他患上严重的雙相情緒障礙症，在长期病假后，马瑟辞去了原公司职务，并于1904年全职加入了索基尔森的公司。他们将公司命名为索基尔森-马瑟硼砂公司（Thorkildsen-Mather Borax Company）。公司蒸蒸日上，1914年他们因此成了百万富翁。马瑟四十多岁时从公司退休。
1904年与妻子前往欧洲旅行后，马瑟重新燃起了对自然的兴趣，决定开始在美国进行环保活动。同年，马瑟加入塞拉俱乐部，在该组织中很活跃，并结交了众多朋友。1916年塞拉俱乐部任命他为名誉副主席。他曾以内政部助理部长的身份前往华盛顿，游说建立一个负责管理国家公园的机构。1916年8月25日，伍德罗·威尔逊总统签署了建立国家公园管理局的法案。1917年4月，马瑟成为第一任局长，直到1929年1月才因病辞职。
马瑟因患有雙相情緒障礙症而不时需要请病假，生病期间主要由霍拉斯·奥尔布赖特（Horace M. Albright）代替他工作。1929年1月，马瑟中風离职。一年后去世。